# Roberto Longhi (ingegnere)
Roberto Guiscardo Longhi (Nembro, 21 dicembre 1909 – New Jersey, 1º dicembre 1994) è stato un ingegnere aeronautico italiano.

Formatosi come ingegnere aeronautico negli Stati Uniti d'America ricoprì la carica di Capo progettista presso gli stabilimenti Reggiane di Reggio Emilia, realizzando alcuni tra i migliori caccia italiani della seconda guerra mondiale.

## Biografia
Nato a Nembro in provincia di Bergamo il 21 dicembre 1909, ottenne la laurea in ingegneria meccanica al Politecnico di Milano. Iniziò a lavorare nel settore della navigazione marittima, operando presso alcune compagnie, ma nel 1926 si trasferì negli USA. Dopo una prima esperienza lavorativa presso la ditta di costruzioni aeronautiche Bellanca Aircraft Corporation si trasferì alla Curtiss-Wright Corporation dove si occupò di propulsori aeronautici. Nel 1929 partecipò attivamente alla messa a punto dell'aereo da primato FT-9 realizzato da George Fernic.
 
Poco tempo dopo essersi trasferito alla Uppercu-Burnelli Airplane Co. decise di impiegare tutti i propri risparmi per acquisire la ditta aeronautica Pacer Aircraft Corporation, di Perth Amboy (New Jersey). Nel 1931 presentò il prototipo di un velivolo da caccia che portava lo stesso nome della ditta ad un concorso indetto dall'United States Army Air Corps, ma non ottenne alcun ordine. Ritornato a lavorare per la Uppercu-Burnelli Airplane Co. con la qualifica di Sovraintendente al Reparto Esperienze vi rimase fino al dicembre 1935, quando si prese un periodo di aspettativa per motivi di salute e rientrò in Italia, stabilendosi a Bergamo in casa della madre e del fratello. Nella seconda metà del 1936 ottenne un colloquio di lavoro con l'ingegner Gianni Caproni, presidente dell'omologa ditta di costruzioni aeronautiche, ma prima ne fece uno, casualmente, con l'ingegner Celestino Rosatelli, direttore tecnico di uno dei due uffici di progettazione della Fiat Aviazione.
Sia il primo che il secondo lo invitarono ad andare a lavorare presso le loro aziende, ed egli accettò l'invito di Caproni, venendo assegnato per alcuni mesi all'ufficio tecnico della Caproni Aeronautica Bergamasca diretto dall'ingegnere Cesare Pallavicino. La C.A.B. era allora impegnata nella messa a punto del velivolo da assalto Caproni A.P.1, che stava dando molti problemi. 
Richiesto il visto di espatrio per ritornare negli Stati Uniti dove si trovava sua moglie, visto che la sua concessione tardava ad arrivare, il Conte Caproni gli chiese se poteva collaborare alla messa a punto dei velivoli Caproni Ca.405 Procellaria progettati dall'ingegner Giovanni Pegna, e destinati a partecipare al raid aereo Istres-Damasco-Parigi. Gli aerei non vennero mai messi a punto, e ciò unito alla scarsa potenza erogata dai motori Isotta Fraschini Asso XI RC.40 fece sì che i due Procellaria non prendessero parte alla competizione.
Nell'aprile 1937, si licenziò dalla Caproni e ritornò negli Stati Uniti riprendendo il lavoro presso la Uppercu-Burnelli Airplane Co. di Keyport, come Direttore del Settore Esperienze.
Nel luglio 1937 suggerì, con uno scambio di lettere, all'ingegner Caproni di acquistare la licenza di produzione di uno dei due caccia americani più avanzati, il Curtiss P-36 Hawk o il Seversky P-35, ma nessuna delle due operazioni poté essere conclusa.
Nel novembre del 1937 arrivò a New York con il transatlantico Rex l'ingegnere Antonio Alessio, vicedirettore generale della Reggiane, cui seguì l'arrivo dell'ingegnere Fidia Piattelli, vicecapo dell'Ufficio tecnico degli Studi e Brevetti Caproni. L'ingegner Alessio gli propose di ritornare in Italia e di realizzare un moderno velivolo da caccia monoplano interamente costruito in metallo, garantendogli che avrebbe potuto formare un proprio ufficio progetti, formalmente indipendente da quello di Pegna.
Rientrato in Patria nel febbraio 1938 assunse immediatamente la carica di Capo Officina Sperimentale preso lo stabilimento Reggiane di Reggio Emilia, ed iniziò a lavorare sul progetto di un nuovo caccia monoplano denominato Reggiane Re.2000. Subito iniziarono i primi problemi, in quanto sia il Dural che l'Alclad, due leghe leggere utilizzate per il P-35, non erano disponibili in Italia, e si dovette realizzarne un derivato autarchico denominato Chitonal, presso gli stabilimenti Montecatini. Per il propulsore si ricorse al nuovo Piaggio P.XI RC.40 che doveva erogare la potenza di 1.000 hp. Il prototipo volò per la prima volta il 24 maggio 1939 nelle mani del collaudatore Mario De Bernardi. Il 24 settembre 1939 fu promosso Capo fabbrica costruzioni speciali, e il 1º maggio 1941 Ispettore tecnico, due cariche create ad arte per non irritare l'ingegner Pegna.
A questo primo velivolo seguirono il caccia Reggiane Re.2001 con propulsore Daimler-Benz DB 601, il cacciabombardiere Reggiane Re.2002, il ricognitore Reggiane Re.2003, il caccia Reggiane Re.2005 Sagittario con propulsore Daimler-Benz DB 605, e il prototipo del caccia Reggiane Re.2006 equipaggiato con il potente propulsore Daimler-Benz DB 603 da 1.750 hp.
Questi furono tra i più significativi caccia e cacciabombardieri nelle linee della Regia Aeronautica. In special modo è ricordato il Reggiane Re.2005 Sagittario che vantava delle linee aerodinamiche estremamente eleganti e che fu definito il più bello tra i velivoli militari italiani di quel periodo.
Allo stadio progettuale rimasero il caccia Reggiane Re.2004 equipaggiato con il propulsore Isotta Fraschini Zeta e il velivolo da trasporto Reggiane Ca.8000.
Durante il corso della seconda guerra mondiale Longhi curò anche la produzione su licenza del velivolo da bombardamento Savoia-Marchetti S.79 Sparviero e di alcuni tipi di propulsori Fiat e Piaggio, ma diede l'avvio anche ad un proprio programma di produzione di motori che culminò negli sperimentali Reggiane RE 103 e RE 105, suo derivato.
Alla fine del conflitto ritornò negli Stati Uniti collaborando fino alla morte con la famiglia Srybnik nella società S&S Machinery Corp. di New York, specializzata nel commercio di macchine utensili, diventandone l'indiscusso opinion leader a livello mondiale tra il 1950 e il 1980. Si spense nel New Jersey il 1º dicembre 1994.

## Alcuni degli aerei progettati
- Reggiane Re.2000
- Reggiane Re.2001
- Reggiane Re.2002
- Reggiane Re.2003
- Reggiane Re.2004
- Reggiane Re.2005
- Reggiane Re.2006
- Reggiane Re.2007
- Reggiane Ca.8000

### Periodici
- Nico Sgarlato, Reggiane. L'enigma Longhi, in Aerei nella Storia, n. 103, Parma, West-Ward Edizioni, agosto-settembre 2015,  pp. 12-17.